# Busstation Amstelveen
Het busstation van Amstelveen is een busstation in Amstelveen dat aangelegd is in 1997. Het busstation kwam ter vervanging van de op Plein 1960 en de Keizer Karelweg gelegen bushaltes. Het busstation ligt in het Stadshart en is gelegen onder een parkeergarage en daarmee vrijwel volledig overdekt. Uitzondering vormen de bushaltes aan de oostzijde die niet op het busstation zelf liggen maar op de weg ernaast. Het is niet gelegen aan een trein- of metrostation en er is ook geen tramhalte. Eindhalte Amstelveen Stadshart van tramlijn 5 ligt aan de andere kant van het Stadshart, circa 800 meter oostelijker. De dichtstbijzijnde haltes van de Amsteltram, 
Oranjebaan en Ouderkerkerlaan, liggen op ca. 1,5 kilometer afstand van het busstation. 

## Toekomst
De toekomst van het busstation is onzeker. Een groot nadeel is dat het busstation niet in de buurt van een tramhalte ligt. Hierdoor is er geen naadloze overstapmogelijkheid van tram naar bus.

## Busdiensten
Alle buslijnen en flexdienst OV Op Maat worden verzorgd door het vervoerbedrijf Connexxion, met uitzondering van de nachtlijn N84 die uitgevoerd wordt door het GVB. Buslijn 125 werd tussen 2002 en 2008 echter door de BBA geëxploiteerd. Tussen 1997 en 2006 werd het busstation ook aangedaan door GVB-buslijnen Lijn 60S, 68, 165/166 en 581.
| Lijn              | Route | Opmerkingen                                                                                          |
| ----------------- | --- | --- |
| Streekbus         | | |
| 149               | Amstelveen Bus station - Nes aan de Amstel - Uithoorn Busstation                                                                                   | Rijdt 's avonds en in het weekend als OV Op Maat                                                     |
| 171               | Amsterdam Bijlmer ArenA - Amstelveen Bus station - Aalsmeer Busstation                                                                             | |
| 174               | Amstelveen-Noord - Amstelveen Bus station - Uithoorn Busstation - Amstelplein                                                                      | Rijdt in Amstelveen-Noord een lusroute in één richting en fungeert binnen Amstelveen als stadsdienst |
| 178               | Amsterdam Zuid station - Amstelveen Bus station - Amstelveen Poortwachter                                                                          | |
| Schipholnet       | | |
| 186               | Schiphol P30 → Station Schiphol Airport → P40 → Knooppunt Schiphol-Noord - Amstelveen Bus station                                                  | Rijdt niet 's avonds en in het weekend                                                               |
| 199               | Schiphol P30 → Station Schiphol Airport → P40 → Knooppunt Schiphol-Noord - Amstelveen Westwijk - Amstelveen Bus station                            | |
| Vroege ochtendbus | | |
| 257               | Amsterdam Haarlemmermeerstation → Amstelveen Bus station → Aalsmeer Busstation                                                                     | |
| R-net             | | |
| 300               | (IJmuiden -) Haarlem - Vijfhuizen - Hoofddorp - Schiphol - Amstelveen Bus station - Oranjebaan - Ouderkerk aan de Amstel - Amsterdam Bijlmer ArenA | 's Nachts als N30 van/naar IJmuiden                                                                  |
| N30               | (IJmuiden -) Haarlem - Vijfhuizen - Hoofddorp - Schiphol - Amstelveen Bus station - Oranjebaan - Ouderkerk aan de Amstel - Amsterdam Bijlmer ArenA | 's Nachts als N30 van/naar IJmuiden                                                                  |
| 356               | Haarlem - Badhoevedorp - Schiphol-Noord - Amstelveen Bus station - Ouderkerkerlaan - Ouderkerk aan de Amstel - Amsterdam Bijlmer ArenA             | |
| 357               | Amsterdam Elandsgracht Bus station - Amstelveen Bus station - Aalsmeer - Kudelstaart Bilderdammerweg                                               | Donderdag- t/m zaterdagnacht deels als N57                                                           |
| N47               | Amsterdam Centraal - Amsterdam Elandsgracht Bus station - Amstelveen Bus station - Uithoorn Bus station                                            | |
| N57               | Amsterdam Centraal - Amsterdam Elandsgracht Bus station - Amstelveen Bus station - Aalsmeer Busstation                                             | |
| Nachtbus          | | |
| N84               | Amsterdam Centraal - Amstelveen Bus station | |

## Galerij

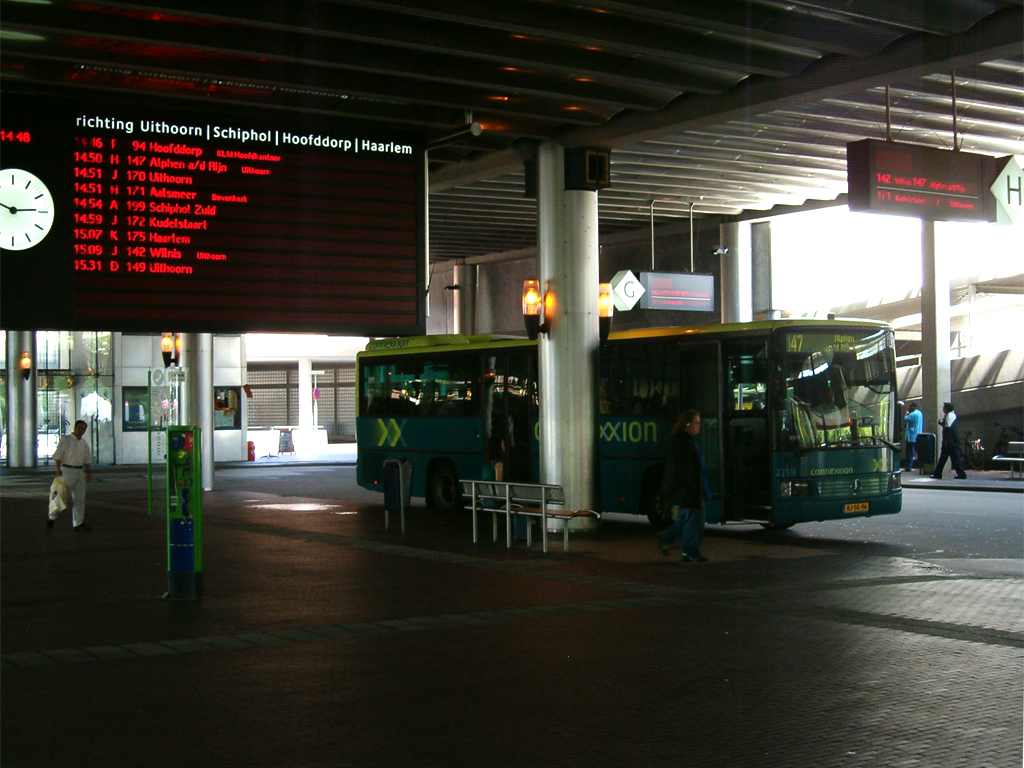
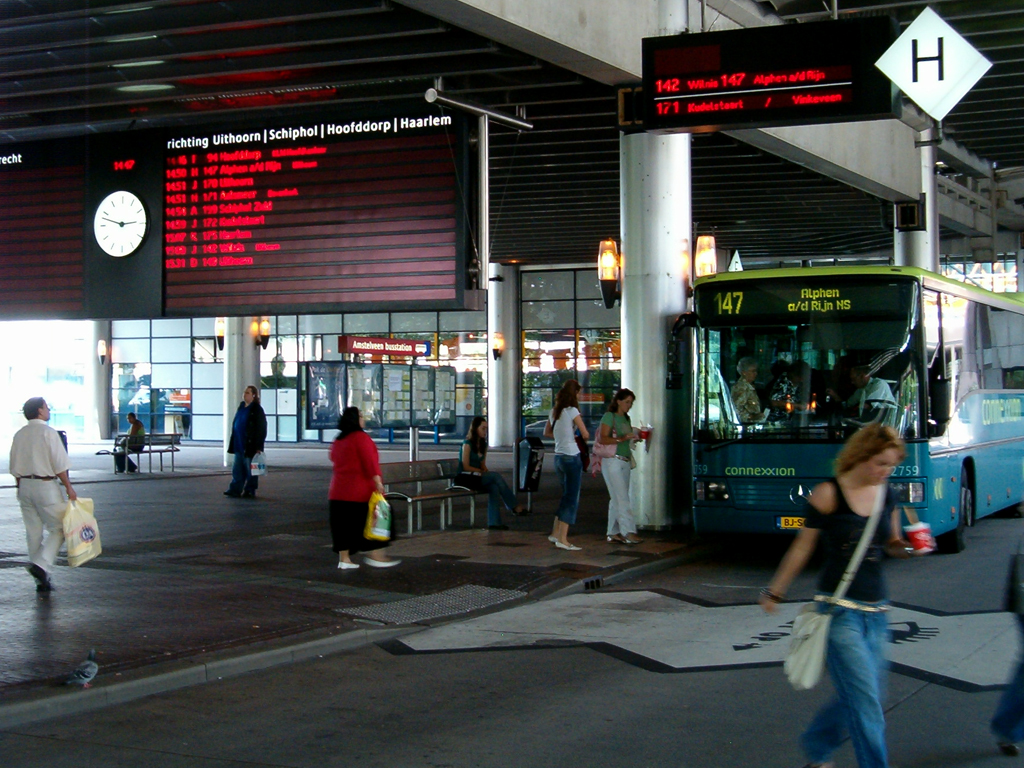